# Dead or Alive: Final
Dead or Alive: Final, auch Dead or Alive 3 (jap. DEAD OR ALIVE FINAL) ist ein japanischer Science-Fiction-Film des Regisseurs Takashi Miike aus dem Jahr 2002. Neben der thematisierten Vereinsamung in einer technokratischen Welt, wird auch unverhohlen Chinas derzeitige Politik angeprangert.
Der Film ist nach Dead or Alive aus dem Jahr 1999 und Dead or Alive 2 (2000) der abschließende Teil einer Filmtrilogie, der inhaltlich nur rudimentäre Bezüge zu den Vorgängern hat.

## Handlung
Japan in einer düsteren Zukunftsvision des Jahres 2346. Das Land wird vollständig von China besetzt, kontrolliert und überwacht. In der japanischen Stadt Yokohama hat der homosexuelle Bürgermeister Woo seit sieben Jahren ein totalitäres Schreckensregime etabliert, welches Sex, Heirat, Familie und Kinder unter Strafe stellt. Der wahnsinnige Despot, der lediglich gleichgeschlechtliche Liebe unter Männern toleriert, plant die totale Geburtenkontrolle und verabreicht der Bevölkerung deshalb regelmäßig Unfruchtbarkeitspillen, die von allen Bürgern eingenommen werden müssen. Wer sich seinem Befehl widersetzt, also die verabreichten Medikamente verweigert oder dennoch schwanger wird, gilt als Verbrecher. Eine gut organisierter Sicherheitsapparat unter der Leitung des erfahrenen Commanders Honda, der im weiteren Verlauf der Handlung feststellen muss, dass er und seine Familie Androiden sind, überwacht die Einhaltung der Vorschriften.
Vor diesem Hintergrund trifft der aus Tokio stammende, blondgefärbte Replikant Ryō – ein sanftmütiger Kampfandroid, der über weit größere Kräfte verfügt als normale Menschen – zufällig auf einen kleinen Jungen, dem er bei einer anschließenden Polizeiaktion zur Seite steht und den er letztendlich beschützt. Durch den Knaben gerät der Neuankömmling an eine Rebellengruppe von Jugendlichen um die schwangere Jun und deren Freund Fong, die sich mutig Woos Verordnungen widersetzt. Ryō schließt sich der untereinander zerstrittenen Gruppierung an, die im Rahmen ihres Kampfes für die Menschenwürde gefangene Gesinnungsgenossen freipressen will.
Nach einem gescheiterten Attentat auf den diktatorischen Woo flieht die Rebellengruppe mit einem geenterten Reisebus, in dem sich zufällig Takeshi Honda, der kleine Sohn des dem Bürgermeister unterstellten Polizeichefs aufhält. Dieser wird so unfreiwillig entführt. Nachdem man die minderjährige Geisel identifiziert, plant die jugendliche Truppe einen Tausch des Kindes gegen eine schwangere Frau, deren Mann sowie eine Reihe loyaler Kampfgefährten. Während der vereinbarten Geiselübergabe eskaliert jedoch die Situation, und es kommt schließlich zu einem grausamen Blutbad mit Toten auf beider Seiten. Unter den zahlreichen Toten befindet sich auch Fong.
Die überlebende Jun verlässt mit ihrem kleinen Bruder und Ryō ihr vertrautes Domizil und flieht aus der menschenfeindlichen Stadt. Der hartgesottene Honda, dem es sichtlich schwerfällt Gefühlsregungen zu zeigen, geht daraufhin in die Offensive und jagt die verbliebenen Widerstandskämpfer. Im Zuge seiner Recherchen entfremdet sich der einst loyale Untergebene zunehmend vom Bürgermeister, bis dieser ihn als untragbar einstuft. Dies führt unweigerlich zu einer Kraftprobe zwischen den ungleichen Männern. Zwischenzeitlich lüftet Honda das gut gehütete Geheimnis seiner Familie – sie sind menschenähnliche Roboter, die bedingungslos Woos Befehlen unterstellt sind. Dem aufrührerischen Honda sind somit die Hände gebunden, ein Vorgehen gegen seinen „Schöpfer“ ist ihm unmöglich.
Am Ende des Films stehen einander die beiden Protagonisten der Filmreihe in einer finalen Auseinandersetzung gegenüber. Ihre schicksalhafte, surreale Zusammenkunft endet mit der Verschmelzung zu einem riesigen Kampfandroiden. In einer der letzten Szenen des Films wird Woo von etwas Fremdartigem gestört, was es letztendlich ist, überlässt der Regisseur der Phantasie des Zuschauers.

## Kritiken
Das Lexikon des internationalen Films schrieb, „der ebenso harte und gewöhnungsbedürftige Film“ warte „mit zahlreichen filmischen Reminiszenzen auf“, die eine Nähe zu „Ridley Scotts stilbildenden Science-Fiction-Film ‚Blade Runner‘“ erkennen lassen. Der Regisseur opfere jedoch „die eher dramatische Geschichte der verordneten Kinderlosigkeit einer Reihe von Actionszenen“.